# Байбачал
Байбача́л — упразднённый посёлок, ныне часть села Фунтово-2 в Фунтовском сельсовете Приволжского района Астраханской области.

## Статус
Когда-то Байбачал имел статус отдельного посёлка, однако сегодня он формально является частью села Фунтово-2, хотя расположен в 2,5-3 км от него и поэтому сохраняет некоторые признаки самостоятельного населённого пункта. На въезде в поселение установлен указатель с его названием, оформленный так же, как въездные знаки самостоятельных населённых пунктов. В некоторых официальных источниках Байбачал упоминается на правах самостоятельного посёлка. В этом качестве он значится, например, в правилах землепользования и застройки муниципального образования «Фунтовский сельсовет», такие упоминания встречаются и в средствах массовой информации.

## География
Байбачал расположен на западном побережье одноимённого острова на берегу ерика Царев в дельте Волги. Расстояние до областного центра Астрахани по прямой составляет около 20 километров, до районного центра села Началово — 16, до центра сельсовета села Фунтово-1 — 6 (по автодорогам — 23, 28 и 7 километров соответственно).

## Инфраструктура
По территории Байбачала проходит один именованный проезд — Береговая улица, вдоль которой расположено около 10 одноэтажных двухквартирных домов с приусадебными участками. Ближайшие почта, школа, фельдшерско-акушерский пункт расположены в Фунтово-1, продуктовый магазин — тоже в Фунтово-1.

## Транспорт
Байбачал находится в конце трассы, соединяющей Астрахань с Осыпным Бугром, посёлком Кирпичного завода № 1, Фунтово-1 и Фунтово-2 с ответвлением на Евпраксино, Водяновку и Весёлую Гриву. В центре посёлка имеется автобусная остановка.